# Goplana
Goplana — рід грибів родини Chaconiaceae. Назва вперше опублікована 1900 року.
Гриб росте на дводольних рослинах.

## Класифікація
Згідно з базою MycoBank до роду Goplana відносять 12 видів:
- Goplana andina
- Goplana aporosae
- Goplana australis
- Goplana cissi
- Goplana concinna
- Goplana dioscoreae-alatae
- Goplana ecuadorica
- Goplana espeletiae
- Goplana indica
- Goplana micheliae
- Goplana mirabilis
- Goplana ribis-andicolae